# تروبيكو 2
تروبيكو 2 (بالإنجليزية: Tropico 2) هي لعبة فيديو من نوع محاكاة البناء والإدارة وهي متوفرة على أجهزة مايكروسوفت ويندوز وماك أو إس عشرة وبلاي ستيشن 4 وجنو/لينكس. اللعبة من تطوير حايممنت غيمز ومن نشر كاليبسو ميديا.